# Frechensee (Seeshaupt)
Frechensee ist ein abgegangener Ortsteil von Seeshaupt im oberbayerischen Landkreis Weilheim-Schongau.
Die Einöde lag etwa 300 Meter südlich des gleichnamigen Sees, zweieinhalb Kilometer südwestlich vom Seeshaupter Ortskern und östlich vom Ortsteil Ellmann.

## Geschichte
Bei der Viehzählung am 1. Dezember 1875 gab es dort sechs Pferde und 30 Rindviecher. In den Ortsverzeichnissen wird der Ort ab 1880 nicht mehr erwähnt. Heute ist das Gebiet bewaldet.
| Jahr | Einwohner | Gebäude |
| ---- | --------- | ------- |
| 1871 | 11        | 3       |
| 1875 | 11        |         |